# Minimax Magazin
Minimax Magazin este o revistă pentru copii din România, care aparține postului de televiziune Minimax.
A fost lansată la data de 4 noiembrie 2008, într-un tiraj de 10.000 de exemplare.
Revista este editată de editura Noriel Maxim, divizia de publishing a grupului Noriel.